# オートモビルカウンシル
オートモビルカウンシル (英：AUTOMOBILE COUNCIL) は、日本で開催されているモーターショー。千葉県千葉市美浜区にある幕張メッセを会場とする。毎年3日間、日本国内外の主要自動車メーカー、およびヘリテージカー（旧車）販売店が一堂に会する。会場の雰囲気は、ヘリテージカー中心らしく静かで落ち着いたものとなっており、その点でイベントコンパニオンや派手な音楽・演出が多用されがちな他のモーターショーとは一線を画している。また、出展車両の多くはその場で販売もされており、展示即売会の側面も持つ。

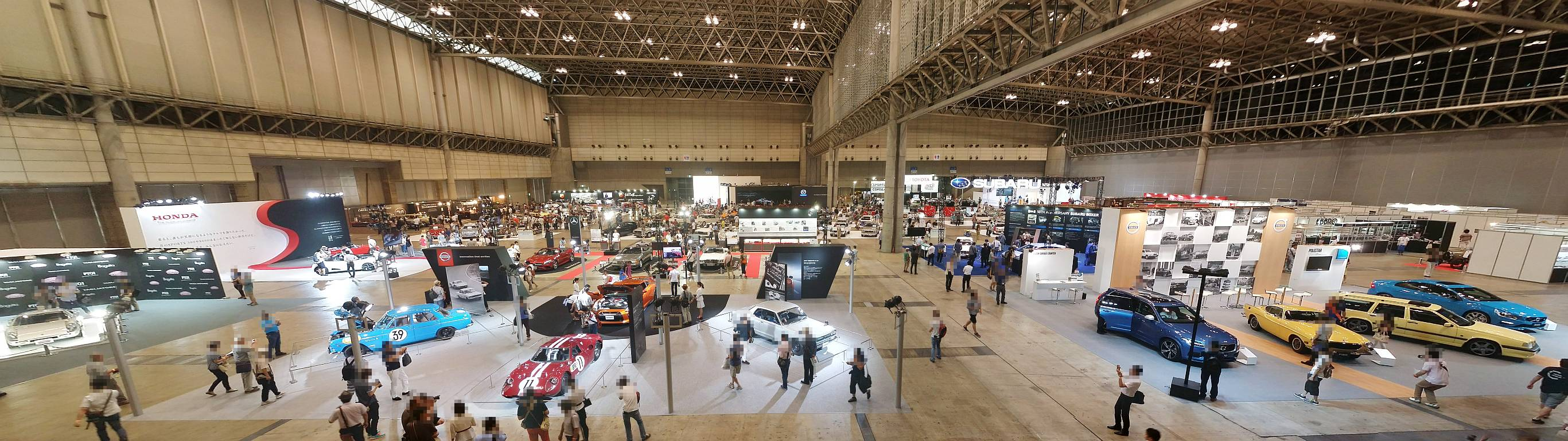
会場俯瞰（2016年、幕張メッセ）

## 歴史
- 第1回：2016年（平成28年）8月5日から7日まで開催。自動車メーカー9社、旧車販売企業19社が参加し[1]、100台超の車両が出展された。総来場者は18,572人[3]。
- 第2回：2017年（平成29年）8月4日から6日まで開催。自動車メーカー7社、旧車販売企業19社が参加[4]。総来場者は27,525人[5]。
- 第3回：2018年（平成30年）8月3日から5日まで開催。自動車メーカー6社、旧車販売企業32社が参加。総来場者は30,484人[6]。
- 第4回：2019年（平成31年）4月5日から7日まで開催。今回から開催期間を夏から春へと移動。会場内ではフィッシュ・アンド・チップスやビール、シャンパンといった飲食物が提供された[7]。総来場者は34,692人[8]。
- 第5回：2020年（令和2年）4月3日から5日まで開催予定[9]であったが、新型コロナウイルス感染拡大の影響で2度の延期の末、7月31日から8月2日に開催。総来場者は11,230人。
- 第6回：2021年（令和3年）4月9日から11日まで開催。
- 第7回：2022年（令和4年）4月15日から17日まで開催。
- 第8回：2023年（令和5年）4月14日から16日まで開催。総来場者は34,993人。
- 第9回：2024年（令和6年）4月12日から14日まで開催。総来場者は39,807人で過去最高となる。
- 第10回：2025年（令和7年）4月11日から13日まで開催予定。

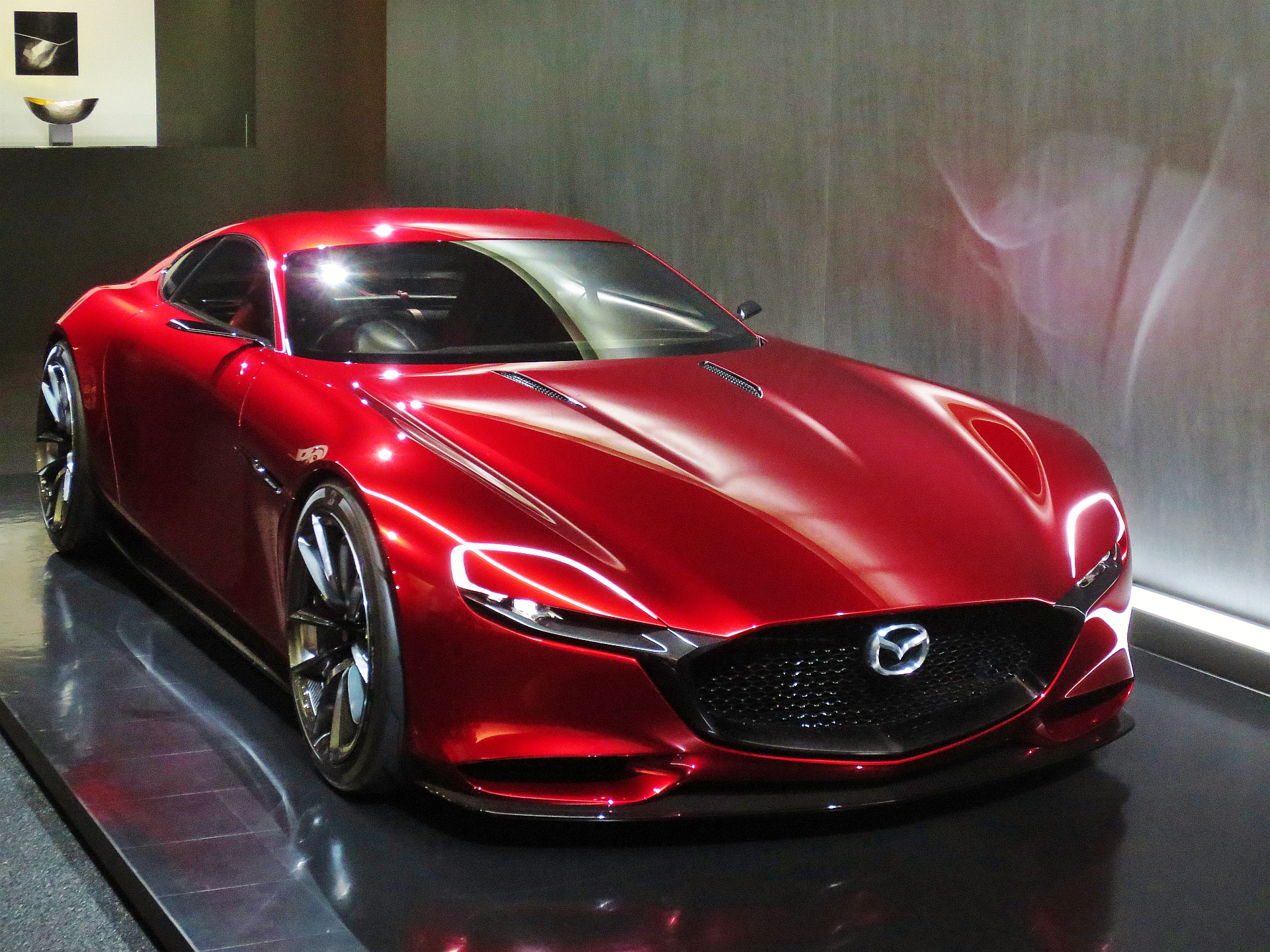
コンセプトカーの展示（2016年、マツダ・RX-VISION）
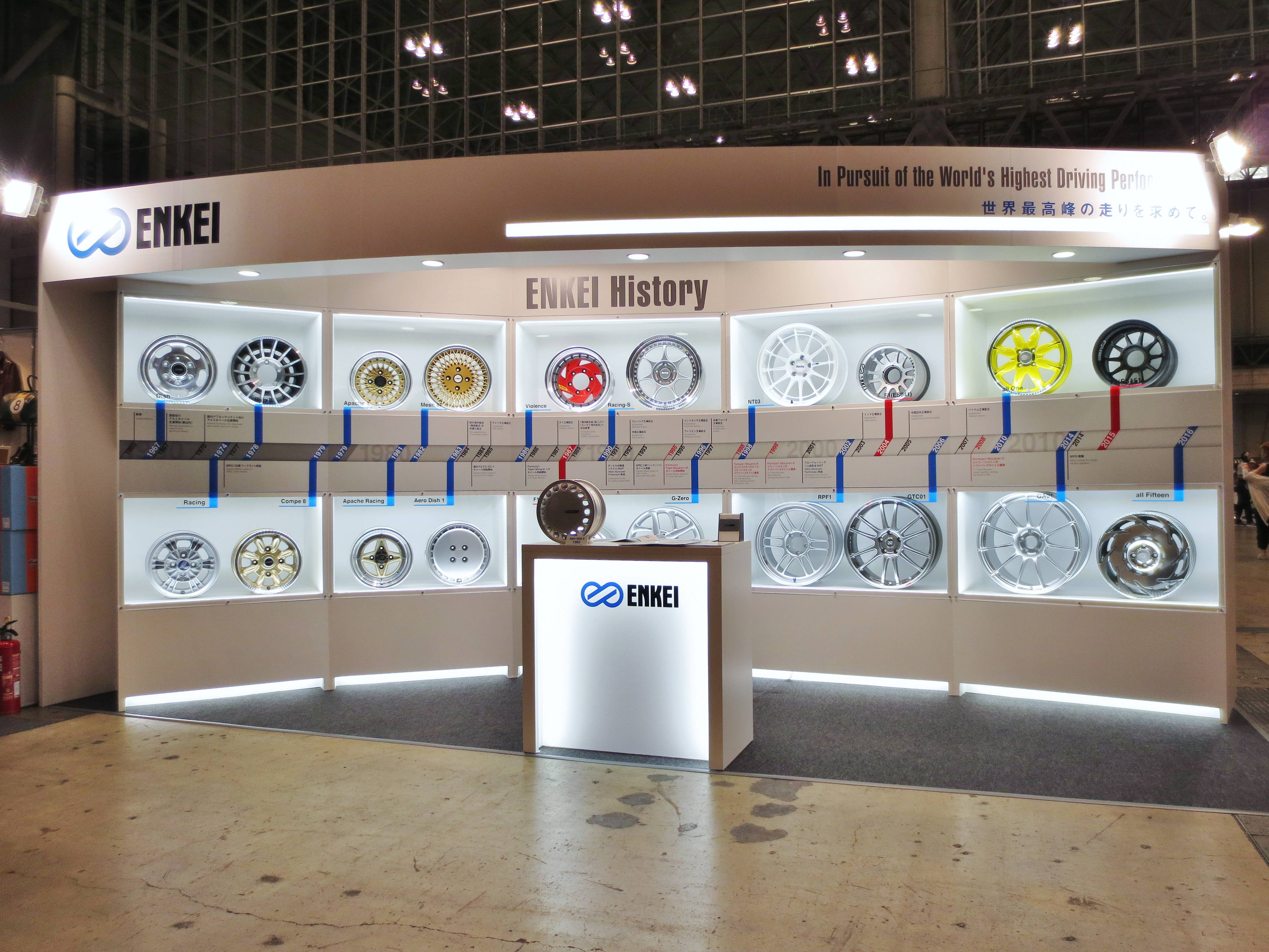
ホイールメーカーによる展示（2016年、エンケイ）

## 提携イベント
2017年、イタリアで開催されているヘリテージカーイベント「AUTOMOTO D'EPOCA」（アウト・モト・デ・エポカ）および「AUTOMOTORETRÒ」（アウトモトレトロ）との提携が報道された。